# Sybra ochraceovittata
Sybra ochraceovittata là một loài bọ cánh cứng trong họ Cerambycidae.